# Ritorno al crimine
Ritorno al crimine è un film del 2021 diretto da Massimiliano Bruno.
La pellicola, con protagonisti Marco Giallini, Alessandro Gassmann, Edoardo Leo, Gianmarco Tognazzi, Carlo Buccirosso e Giulia Bevilacqua, è il sequel del film del 2019 Non ci resta che il crimine.

## Trama
Ritornati dal passato direttamente nel 2018 attraverso il ponte di Einstein-Rosen che si trovava nel locale della banda della Magliana prima che l'esplosione di una bomba lo facesse richiudere per sempre, Sebastiano, Moreno e Giuseppe, insieme a Gianfranco, che li ha salvati e fatti ritornare dal 1982, si recano in auto a Monte Carlo cercando di rintracciare dopo 36 anni Sabrina, la ex di Renatino, che in precedenza si era appropriata del tesoro della banda. In realtà Sabrina vive, insieme al marito Massimo Ranieri (sfacciato mercante d'arte omonimo del cantante) e alla figlia Lorella, sulla costiera amalfitana. Su di loro incombe Renatino, riuscito a passare anch'egli con alcuni suoi uomini fidati dal portale prima che lo stesso si richiudesse, in cerca di vendetta e del suo tesoro. 
I due gruppi di uomini entrano in casa di Massimo e Lorella proprio mentre costui sta cercando di vendere un falso autoritratto di van Gogh a tre ricchi indonesiani. Fa poi irruzione una gang di camorristi, guidata da Totò Russo, soprannominato "Van Gogh" per la sua somiglianza col pittore, che sparando all'impazzata fa diverse vittime: gli indonesiani, il loro interprete, Gianfranco e gli scagnozzi di Renatino. Russo desidera per sé un dipinto del suo illustre sosia: dato che Massimo non può rifilargli il falso, che è stato anche sfregiato dagli intrusi, deve impegnarsi a procurargliene uno autentico, lasciando che i camorristi portino via Lorella come ostaggio. 
Sebastiano, Moreno, Giuseppe, Renatino e Massimo decidono così di unire le forze per salvare la situazione: gli ultimi due cercheranno di impadronirsi di un autoritratto di van Gogh in possesso di una contessa che abita nei paraggi, mentre i primi tre torneranno nel 1982 (attraverso un portale che individuano nel quaderno degli appunti di Gianfranco) per cercare di impedire che Russo sia concepito e, quindi, che uccida Gianfranco.
Massimo accompagna Renatino a un aperitivo in casa della contessa, spacciandolo per un pittore astrattista; il malvivente si trova coinvolto in diversi qui pro quo, ma una sua performance estemporanea riscuote un grande successo. Quando però la nobildonna invita gli ospiti nel suo caveau, essi scoprono con disappunto che il van Gogh non c'è perché è stato prestato per una mostra ai Musei Vaticani. Renatino vorrebbe rinunciare al furto, ma Massimo lo convince a perseverare nell'intento spiegando che Lorella è stata concepita quando Lorella stava ancora insieme a Renatino. Portatosi a Roma con Massimo, egli contatta alcuni uomini di sua fiducia con cui a suo tempo aveva fatto dei colpi, ma che ora sono vecchi e malandati; il furto del dipinto comunque ha successo.
Intanto, Lorella, che ha sentito dei dialoghi in cui si parla di liquidarla una volta avuto il quadro, cerca di sedurre il suo carceriere Gaetano insinuandogli che potrebbe essere un capobanda migliore di quanto non sia Van Gogh.
Nel 1982, i tre amici sbucano proprio nella filiale della banca in cui essi stessi, truccati come membri della rockband Kiss, stavano facendo una rapina; riescono a filarsela impadronendosi, non visti, del malloppo, e si recano a Napoli per incontrare Gennarino "O' Rattuso", il camorrista padre di Van Gogh, con la scusa di acquistare una partita di cocaina. Il loro atteggiamento insospettisce gli uomini d'O' Rattuso, ma quest'ultimo accorda loro fiducia quando un suo scagnozzo riconosce, nella pistola sequestrata a Giuseppe, quella di Renatino, con il quale Gennarino è in affari. Li invita perciò a vedere con lui la partita Polonia-Italia nel suo bar. Quando O' Rattuso si sporge da una terrazza per recuperare un prezioso accendino e si ritrova a penzolare nel vuoto, Giuseppe, al quale si era attaccato, non ce la fa a lasciarlo cadere e lo salva. I tre amici decidono quindi di cambiare tattica: Sebastiano dovrà sedurre la moglie di Gennarino e metterla incinta prima che lo faccia suo marito. Dopo diversi tentativi maldestri di corteggiamento, Sebastiano riesce finalmente nell'intento. Intanto Moreno sviluppa una simpatia particolare per Teresa, che lavora come cameriera nel bar che una volta era dei suoi genitori e di cui O' Rattuso si è impadronito per un debito non saldato. Per festeggiare la conclusione dell'affare di narcotraffico (nel quale il fornitore colombiano era nientemeno che Pablo Escobar), Gennarino intende avere un rapporto sessuale, ma non con sua moglie, bensì con la cameriera Teresa, il cui cognome è Russo, mentre quello di Gennarino è Scognamiglio. A quel punto, Giuseppe capisce che Totò è figlio naturale di Teresa e Gennarino e trova il coraggio di sparare in testa a quest'ultimo, uccidendolo.
Nel 2018, Massimo e Renatino s'incontrano in una cava di ghiaia per lo scambio con Van Gogh e i suoi uomini. Come effetto dell'omicidio di suo padre nel 1982, Van Gogh, che aveva intenzione di gettare Massimo e Renatino in un miscelatore per il calcestruzzo, svanisce; comunque Gaetano, che aveva già deciso di tradire il suo capo, uccide il suo compare e se ne va con Lorella, che decide di restare con lui per salvare le vite di Massimo e Renatino.
Sebastiano, Moreno e Giuseppe partono per Roma per cercare di tornare alla loro epoca prima che il portale nel bar della banda della Magliana esploda, ma non fanno in tempo; vengono però prelevati da Gianfranco, risorto dopo la morte di Totò Russo e giunto nel 1982 attraverso un altro portale per riprenderli. 
A casa di Massimo e Sabrina, i compagni d'avventura discutono su come riportare Lorella a casa; Moreno però non è disposto a rischiare la sua vita e si chiama fuori. Mentre vaga per Napoli, entra nel bar appartenuto un tempo a Gennarino, nel quale rivede Teresa, invecchiata, che canta al piano-bar e gli dice di essersi ripresa ciò che era suo. Intanto, Sabrina dice a Sebastiano che Lorella potrebbe essere nata in conseguenza del loro unico rapporto sessuale; a Renatino, che vorrebbe tornare nel suo tempo perché si trova male nel 2018, vengono rivelate da Giuseppe e Gianfranco le circostanze della sua morte. Queste consapevolezze spingono gli uomini a una ritrovata unità: durante la festa di compleanno di Gaetano, in un grande locale, essi si presentano sul palcoscenico come ballerini di flamenco, ma a un certo punto aprono il fuoco su Gaetano e i suoi uomini, che vengono massacrati mentre gli altri invitati si disperdono. Grazie a una mossa di danza che la sottrae all'abbraccio mortale di Gaetano, Lorella può così riacquistare la libertà.
Massimo, che ha promesso agli altri di condividere il suo tesoro, stimato in 50 milioni di euro, per l'aiuto nella liberazione di Lorella, li conduce al suo caveau nei boschi del Galles. Mentre diversi si prefigurano già spese folli, Moreno li esorta a lanciarsi in un'impresa ancora più ardita: recuperare la Gioconda dal suo nascondiglio durante la Seconda guerra mondiale.

## Produzione
Nel marzo 2019 viene annunciato l'inizio dei lavori per il film, sempre da Massimiliano Bruno. Il 2 settembre 2019 il regista annuncia l'inizio delle riprese fissato al 30 settembre 2019, il titolo del film e l'entrata nel cast di Carlo Buccirosso.
Fanno un cameo Paola Ferrari, Antonio Cabrini, Bruno Conti e Achille Lauro.

## Promozione
Il primo trailer del film viene diffuso il 18 febbraio 2020.

## Distribuzione
La pellicola, inizialmente programmata per il 12 marzo 2020, è stata rinviata a causa della pandemia di COVID-19 prima al 26 novembre 2020 poi anticipata al 29 ottobre; infine è stata trasmessa direttamente su Sky Cinema Uno il 12 luglio 2021.
È stato trasmesso in prima TV in chiaro il 31 ottobre 2022 su Rai 3.

## Sequel
Nel 2021, prima dell'uscita del secondo capitolo, vengono effettuate le riprese del terzo film della serie, intitolato C'era una volta il crimine: scritto da Andrea Bassi, Nicola Guaglianone e Menotti, la pellicola vede il ritorno alla regia di Massimiliano Bruno e la conferma nel cast di Marco Giallini, Giampaolo Morelli, Edoardo Leo, Gianmarco Tognazzi, Ilenia Pastorelli, Carolina Crescentini, Massimiliano Bruno e Giulia Bevilacqua; nel terzo capitolo i protagonisti viaggeranno nel passato, più indietro del primo episodio.